# Elaine Edwards
Elaine Lucille Edwards, nata Schwartzenburg (Marksville, 8 marzo 1929 – Denham Springs, 14 maggio 2018), è stata una politica statunitense, senatrice per lo stato della Louisiana nel 1972.

## Biografia
Nata in una famiglia cattolica di Marksville, nel 1949 Elaine Schwartzenburg sposò il compagno di scuola Edwin Edwards. La fede di Elaine spinse il marito a convertirsi alla religione cattolica. La donna non amava particolarmente la politica e aveva interessi molto diversi da quelli di Edwin, tanto che in un'intervista del 1984 ebbe a dire "Tutto ciò che volevo fare era sposarmi, avere dei bambini e occuparmi della casa". La coppia ebbe quattro figli, due maschi e due femmine.
Elaine continuò a fare la casalinga anche quando Edwin divenne deputato e successivamente governatore della Louisiana con il Partito Democratico. Poco dopo essere entrato in carica come governatore, Edwin Edwards si trovò nella situazione di dover nominare un senatore provvisorio che occupasse fino a nuove elezioni il seggio di Allen J. Ellender, morto in carica. La scelta ricadde proprio sulla moglie Elaine, che non si candidò mai per un mandato completo e funse da semplice sostituta per tre mesi, finché venne eletto J. Bennett Johnston. Il governatore Edwards motivò la sua decisione sostenendo che fosse un gesto simbolico e significativo che voleva contrastare decenni di discriminazioni politiche contro le donne, ma i critici contestarono l'azione definendo la signora Edwards una semplice "scaldaposto" che rappresentava al Congresso non tanto le donne quanto piuttosto la visione politica di suo marito.
Durante le presidenziali del 1976, la signora Edwards stupì l'opinione pubblica appoggiando pubblicamente il candidato repubblicano Gerald Ford nella sfida contro il democratico Jimmy Carter.
Nel 1988 Edwin Edwards lasciò il seggio da governatore dopo essere stato sconfitto dal repubblicano Buddy Roemer. L'anno seguente chiese ed ottenne il divorzio da Elaine dopo quarant'anni di matrimonio. L'ormai ex signora Edwards si trasferì per qualche tempo a New York, dove negli anni novanta trovò occupazione come attrice di soap opera.
Elaine Edwards morì nel 2018 in Louisiana, all'età di ottantanove anni. Il suo ex marito commentò la sua dipartita definendola "una grande risorsa durante i miei primi tre mandati da governatore".